# Thomas Partey
Thomas Teye Partey (nascut el 13 de juny de 1993), conegut simplement com a Thomas, és un jugador professional de futbol de Ghana, que juga com a migcampista defensiu pel Villarreal CF.
Partey va començar la seva carrera professional a l'Atlètic de Madrid el 2013, fou cedit al RCD Mallorca i a la UD Almeria, i va tornar a l'Atlètic el 2015, amb qui va guanyar la Lliga Europa de la UEFA i la Supercopa de la UEFA el 2016. El 2020, es va unir a l'Arsenal en un traspàs per valor de 45 milions de lliures esterlines (50 milions d'euros), esdevenint així el jugador de Ghana més car de tots els temps.
Internacional de Ghana, Partey ha representat la seva nació a tres Copa d'Àfrica de Nacions (2017, 2019 i 2021) i la Copa del Món de la FIFA 2022. Va ser nomenat a l'Equip de l'any de la CAF el 2018 i va guanyar el premi al Jugador de l'any de Ghana els anys 2018 i el 2019.

## Palmarès
Atlético de Madrid
- 1 Lliga Europa de la UEFA: 2017-18.
- 1 Supercopa d'Europa: 2018.[3]